# Хромов, Валентин Константинович
Валентин Константинович Хромов (2 декабря 1933, Москва — 11 ноября 2020) — российский поэт, эссеист и стиховед.

## Биография
Родился 2 декабря 1933 года в Москве.
Учился в школе вместе с художником Анатолием Зверевым.
Окончил институт иностранных языков. Одним из первых среди поэтов нового поколения обратился к жанру палиндрома.
В середине 1950-х годах — участник «группы Черткова», одного из первых объединений неподцензурной литературы в СССР.
Автор нескольких стиховедческих работ, а также мемуарных эссе о художниках и поэтах. 
Долгое время работал в библиотеке ЦДХ. Автор ряда изобретальских патентов. 
В Институте изучения Восточной Европы при Бременском университете (Бремен, Германия) хранятся машинописи и рукописи В.К. Хромова. 
С 2016 года главной работой, над которой трудился автор, стала автобиографическая работа «Вулкан Парнас. Самография», опубликованная в журнале «Зеркало». В работе Валентин Константинович рассказывает о жизни поэтов, художников «неподцензурного круга» («группы Черткова») 50-60 годов XX века.
Палиндром был одним из основных жанров поэзии Валентина Константиновича. Основное произведение - «Потоп, или Ада илиада».
Проживал в Москве, а также с 1989 года в летний период — в д. Кленец Торопецкого района Тверской обл. 
Умер 11 ноября 2020 года в Москве, отпевание прошло в Храме Святителя Николая в Пыжах. Похоронен на кладбище д. Добшо.

## Об авторе
В к/ф "Если бы не Коля Шатров" (2011) В.К. Хромов делится своими воспоминаниями о поэте Н.В. Шатрове (1929-1977).
В 2014 году В. К. Хромов выступил на вечере, посвященном поэтам А. А. Кручёных (1886-1968), С. Я. Красовицкому (р. 1935), Л. Н. Черткову (1933-2000),  А. Я. Сергееву (1933-1998). 
В рамках цикла "Группа Черткова: персоналии" литературного клуба «Стихотворный бегемот» 16 января 2016 года прошёл авторский вечер Валентина Хромова, посвященный воспоминаниям В. К. Хромова о его современниках — поэтах «группы Черткова».
26 ноября 2016 года также в рамках цикла "Группа Черткова: персоналии" прошла встреча, посвящённая творчеству Л. Черткова (1933—2000), в ходе которой В. К. Хромов делится воспоминаниями о поэте, которые в дальнейшем были опубликованы в «Вулкане». 
Осенью 2019 года в Малаховской библиотеке состоялся вечер, посвященный поэту, океанологу О. Ф. Гриценко (1936-2013), в рамках которого В. К. Хромов поделился своими воспоминаниями об О. Ф. Гриценко, а также  композиторе Н. Н. Чаргейшвили.
Владимир Непевный снял В. К. Хромова в фильме «Кулаков великого предела» (2019), представленного в рамках XXVII фестиваля российского кино «Окно в Европу».
Владислав Кулаков в статье «Отделение литературы от государства» («Новый мир», 1994. №4) так писал о Хромове: «Хромов как рыба в воде ощущает себя в плотно заселенном пространстве русской поэзии — от XVIII до XX века, — которое для него отнюдь не исчерпывается хрестоматийными фигурами. Он любит старое, изысканное слово, интонацию оды, высокую лексику. Слова должны звенеть, сталкиваться друг с другом, выявляя свою фактуру».

## Цитаты
- «Мы никогда не жили по официальной хренологии. Считают, свободных от политики сочинителей не бывает. Как знать? Но никто из нас не купился на XX съезд и „хрущёвскую оттепель“, а потом — на „ельцинскую демократию“ и гайдаровскую „шокотерапию“. Людоеды они и есть людоеды»[3]. — Валентин Хромов, 2016.

## Семья
Головин, Павел Георгиевич (1909—1940) — дядя, пилот, Герой Советского Союза, первый из советских лётчиков, пролетевший над Северным полюсом.
- Никольская Ольга Владимировна, (р. 1945) - супруга
- Никольская Анна Валентиновна (р. 1985) - дочь
- Никольский Николай Валентинович (р. 1988) - сын